# Pablo Viotti
Pablo Viotti   (Argentina, 4 de desembre de 1986) és un músic multiinstrumentista, cantautor, actor i productor musical argentí.
Fill de María Gabriela Álvarez i Rodolfo Viotti. Va estudiar música des dels 11 anys. Va actuar i musicalizó l'obra El vestido de mamá (El vestit de la mare), basada en el llibre homònim de l'escriptor i músic uruguaià Dani Umpi i Rodrigo Moraes.
Va participar de diverses obres teatrals com actor i músic.
Va compondre la banda de música de l'obra de teatre La Guiada.

## Àlbums
- 2016, El vestido de mamá
- 2017, Amores, desamores y aventuras varias de los Exis. Instrumentos voces composición y producción.5

## Teatre
- 2013, Perro mujer hombre.[4]
- 2016, Posdata.[5]
- 2016, El vestido de mamá.
- 2017, La guiada.
- 2018, Esta Canción.